# 프란시스코 브루
프란시스코 브루 산스(스페인어: Francisco Bru Sanz; 1885년 4월 12일, 마드리드 주 마드리드 ~ 1962년 6월 10일, 안달루시아 주 말라가)는 줄여서 파코 브루(스페인어: Paco Bru)로도 알려진 스페인의 축구 선수이자, 심판, 감독이다. 선수 시절에는 인테르나시오날에서 공격수나 미드필더로, 바르셀로나, 에스파뇰, 그리고 카탈루냐 대표팀에서는 수비수로 활약했다. 선수 활동을 마친 후, 브루는 심판이 되어 1916년과 1917년의 코파 델 레이 결승전을 주관했다. 그는 이후 스페인 국가대표팀의 초대 감독이 되어 선수단을 1920 올림픽 은메달로 이끌었다. 당시 마드리드 축구단으로 알려진 레알 마드리드 감독으로는 1930년대에 코파 데 에스파냐를 두 차례 우승했다.

## 선수 경력
파코 브루는 1902년 봄에 인테르나시오날에 입단하는 것으로 경력을 시작했다. 그는 스페인 체육 연맹 메달(Medalla de la Federación Gimnástica Española)이라는 친선 대회에 참가할 당시 불과 16세의 나이였다. 그는 12 경기 중 10경기에서 스트라이커로 활약해 3골을 기록했고, 그의 소속 구단은 7개 구단 중 6위를 기록했다. 1902년 11월 30일, 브루는 카탈루냐 선수권 대회에서 첫 공식 경기 출전을 했는데, 소속 구단은 에스파뇰에게 0-6으로 패했다. 비록 이 경기에서 그는 수비수로 출전했지만, 그는 인테르나시오날 시절에 대게 공격수를 맡았다.
브루는 1904년에 2부 리그 트로피인 코파 토리노를 우승했다. 2년 후, 그는 로마 폰스와 함께 바르셀로나로 이적하여 1909년부터 1911년까지 카탈루냐 선수권 대회를 3번 연속 우승하도록 도왔다. 그는 1910년에 바르셀로나의 사상 첫 코파 델 레이 우승도 도왔다. 1911년, 그는 에스파뇰로 이적하여 카탈루냐 선수권을 두 번 더 우승했고, 1915년에 코파 델 레이 결승에 올랐다. 이후 그는 바르셀로나로 복귀했는데, 당시 파울리노 알칸타라와 잭 그린웰과 함께 입단하였고, 한 번 더 카탈루냐 선수권 대회 우승을 도왔다. 현역 시절, 그는 최소 5번의 카탈루냐 대표팀 경기에 출전했다. 그러나, 당시의 기록은 정확한 통계를 포함하지 않기에 더 많은 경기를 출전했을 것으로 추정된다.

## 심판 경력
선수 생활을 마친 브루는 심판 활동을 시작했다. 호사꾼들의 말에 의하면, 첫 경기를 주관하기 전에 탈의실로 들어가 콜트 권총을 가방에서 꺼냈다는 것이다. 그는 탈의실 한가운데에 권총을 내려놓고 환복이 끝날때쯤 모두가 볼 수 있도록 한 뒤 자신의 반바지에 찔러넣었다는 것이다. 선수들이 무슨 일이 있었냐고 묻자, 그가 설명하기를 첫 경기를 주관하는 것이기 때문에 조용한 경기를 확신하기 위해서였다고 답했다. 브루는 두 차례 코파 델 레이 결승전을 주관했다. 1916년 결승전에서는 아틀레틱 빌바오가 마드리드 축구단을 4-0으로 대파했다. 1917년 결승전에서는 마드리드 축구단이 아레나스 게초를 이겼다. 1917년, 브루는 카탈루냐 대표팀과 카스티야 대표팀 간의 경기를 주관하기도 했다.

## 감독 경력

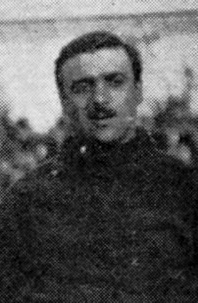
1920년, 스페인 국가대표팀 초대 감독을 맡은 브루

### 올림픽
1920년, 스페인 왕립 축구 연맹은 올림픽에 선수단을 파견하기로 결정했고, 세 명의 후보들 중 브루가 선수단을 이끌기로 결정되었다. 그러나, 첫 훈련 시간 후, 그는 난관에 봉착했다. 그는 첫 훈련에 참석한 다수의 선수들을 돌려보내고 바스크 선수들을 더 차출하는 데에 고집했다. 리카르도 사모라 펠릭스 세수마가, 피치치, 호세 마리아 벨라우스테, 그리고 주제프 사미티에르가 포진된 선수단으로, 브루와 스페인 국가대표팀은 대회에서 은메달을 목에 걸고 귀국했다.
대회 결선은 촌극으로 마무리되었다. 체코슬로바키아가 결승전 도중에 심판의 판정에 불만을 품고 중도에 퇴장하면서 벨기에가 자동으로 금메달을 획득했다. 그 결과, 체코슬로바키아가 실격 처리되면서 은메달과 동메달 주인을 결정하기 위한 맞대결이 성사되었다. 그러나, 이미 패한 프랑스가 귀국길을 떠났기 때문에 8강에서 탈락한 선수단들이 패자부활전을 벌여 하나가 다른 4강 진출 선수단인 네덜란드를 상대하는 것으로 결정되었다. 스페인은 이후 패자부활전에서 스웨덴을 2-1로 이탈리아를 2-0으로 이기고 메달 결정전에서 네덜란드에게 3-1로 이겨 은메달을 획득했다.

### 레알 마드리드
브루는 레알 마드리드 감독직을 두 번 맡았다. 첫 임기에 그의 선수단은 코파 데 에스파냐 결승전에 두 번 진출했다. 1934년에는 리카르도 사모라, 주제프 사미티에르, 그리고 하신토 킹코세스로 구성된 선수단을 이끌고 잭 그린웰 감독의 발렌시아를 2-1로 이겼다. 1936년에는 마드리드가 바르셀로나와 처음으로 컵대회 결승전에서 맞대결을 벌였다. 마드리드는 바르셀로나를 발렌시아의 메스타야에서 2-1로 이겼다. 이 결승전은 사모라가 벌인 수 차례 선방으로 회자된다. 스페인 내전이 발발하자, 브루는 카탈루냐에 복귀해 지로나의 감독이 되어 지중해 리그에 참가했다. 1939년 그는 두 번째로 레알 마드리드 감독을 맡았다.

### 기타
그는 페루 국가대표팀 감독으로 1930년 FIFA 월드컵에 참가한 감독이기도 하다.

## 수상

### 선수
인테르나시오날
- 코파 토리노: 1904

바르셀로나
- 코파 델 레이: 1910
- 카탈루냐 선수권 대회: 1908-09, 1909-10, 1910-11, 1915-16

에스파뇰
- 카탈루냐 선수권 대회: 1911-12, 1914-15

### 감독
스페인
- 올림픽 은메달: 1920

마드리드 축구단
- 코파 데 에스파냐: 1934, 1936

### 일반
- Morbo: The Story of Spanish Football (2003), Phil Ball. 서적 링크

### 상세
1. ↑  Peru en el mundial del 30